# Beirat
Ein Beirat ist ein Gremium mit beratender Funktion. Beiräte haben oft wenig oder keine Entscheidungsbefugnisse und Kontrollfunktion, sondern beschränken sich auf Beratungen und Empfehlungen. Im Gegensatz zu den ständigen Beiräten sind Kommissionen (zum Beispiel die Enquete-Kommissionen des Deutschen Bundestags) meist Beratungsgremien, die nur für eine begrenzte Zeit agieren.

## Funktion und Unterscheidung
Beiräte dienen
- der Beteiligung der Betroffenen (Stakeholder) (zum Beispiel Elternbeirat, Ortsbeirat)
- der Nutzung externen Sachverstandes (z. B. Wissenschaftlicher Beirat der Bundesregierung Globale Umweltveränderungen)
- der öffentlichen Dokumentation, dass Themen/Betroffene von der jeweiligen Organisation als wichtig empfunden werden und
- der Ehrung derjenigen, die in die Beiräte berufen werden.

Beiräte werden von Institutionen und Organisationen aller Art genutzt, beispielsweise:
- Parlamente und Regierungen
- Verwaltungen und Behörden
- Vereine und Verbände
- Unternehmen – siehe Unternehmensbeirat, Kundenbeirat und Fahrgastbeirat.

Die Beiräte (im Sinne von Mitglied des Beirats) werden meist benannt, können aber auch gewählt werden. Sie können ehrenamtlich, gegen geldwerten Vorteil oder gegen Entgelt tätig sein.

## Gesetzliche geregelte Beiräte
Eine Reihe von Beiräten werden aufgrund von Gesetzen gebildet. Beispiele sind:
- Anstaltsbeirat bzw. Beirat bei einer Justizvollzugsanstalt (JVA)
- Ausländerbeirat
- Elternbeirat
- Kinder- und Jugendbeirat
- Naturschutzbeirat
- Ortsbeirat
- Seniorenbeirat
- Verkaufsstellenbeirat
- Verwaltungsbeirat

Beiräte bei staatlichen Institutionen dienen häufig dazu, die Interessen betroffener Bürger zu vertreten oder die Beteiligung der Öffentlichkeit sicherzustellen. Beispiele dafür sind Anstaltsbeiräte, Gesamtelternbeiräte, Schulbeiräte oder Sicherheitsbeiräte. Die Mitgliedschaft in Beiräten ist meist ehrenamtlich.
Ebenfalls auf gesetzlicher Basis werden gemäß Wohnungseigentumsgesetz Verwaltungsbeiräte zur Vertretung der Wohnungseigentümergemeinschaft gebildet, sie sind keine Organe.

## Wissenschaftliche Beiräte
Im Auftrag von Hochschulen, Forschungsprojekten, Redaktionen von Fachzeitschriften, Regierungen oder Parlamenten werden oftmals wissenschaftliche Beiräte berufen. Diese dienen der wissenschaftlichen Evaluation der Ergebnisse und der Beratung der Entscheidungsträger. Beispiele sind:
- Wissenschaftlicher Beirat beim Bundesministerium der Finanzen
- Wissenschaftlicher Beirat Psychotherapie
- Wissenschaftlicher Beirat der Bundesregierung Globale Umweltveränderungen
- Wissenschaftlicher Beirat der Vereinten Nationen
- NSA Scientific Advisory Board, Wissenschaftlicher Beirat der National Security Agency

## Sonstige Beiräte
Insbesondere in Vereinen, Verbänden und Unternehmen werden oft Beiräte auf freiwilliger Basis oder aufgrund von Satzungen geschaffen. Die Befugnisse und die Zusammensetzung eines Beirats, beispielhaft sei hier der Ehrenrat genannt, können hierbei frei definiert werden und sind im Gegensatz zum Aufsichtsrat nicht gesetzlich normiert.
Beiräte können auch eine Kontrollfunktion einnehmen. Ein Beispiel hierfür ist die Kommanditgesellschaft, etwa bei geschlossenen Fonds. Bei dieser besteht keine Verpflichtung zur Einrichtung eines Aufsichtsrats. An dessen Stelle kann ein Beirat die Geschäftstätigkeit überwachen. Gleichwohl wenden Gerichte das Aktienrecht bei der Beiratshaftung häufig analog zu Aufsichtsräten an.

## Problembereiche
Kritiker von Unternehmensbeiräten kritisieren folgende Aspekte:
- Die Praxis vieler großer Unternehmen, Beiräte zu beschäftigen, die hauptsächlich aus Politikern bestehen, steht in der Kritik, eine Form des Lobbyismus bzw. der versteckten Einflussnahme auf politische Entscheidungen zu sein. Berater weisen darauf hin, dass insbesondere eine professionelle Struktur des Beirates und eine gezielte personelle Besetzung wichtige Voraussetzungen für eine erfolgreiche Beiratsarbeit sind.
- Beiräte von Unternehmen wachsen besonders oft nach Fusionen. Überflüssig gewordene Aufsichtsräte werden dann durch den Beirat weiter an das neue Unternehmen gebunden.
- Banken, Finanzdienstleister, Stromversorger und Versicherer unterhalten große Beiräte. Hier ist die Präsenz von Vertretern aus der Politik besonders auffällig.
- Die Errichtung eines Beirates ist unzulässig, wenn dadurch die Arbeitnehmermitbestimmung unterlaufen wird.[1]